# Sorsunk (folyóirat)
Sorsunk : irodalmi, művészeti és társadalomtudományi folyóirat. Megjelenés ideje: 1941. január – 1948. április. Székhely: Pécs. Periodicitás: havonként. Közreadója: Janus Pannonius Társaság (1941-); írói munkaközösség (1945-), Batsányi János Társaság 1947-). 1948: az ún. fordulat éve szüntette meg a Sorsunkat is.

## Szerkesztője, munkatársai, iránya
A lapot szerkesztette Várkonyi Nándor. Szellemisége a népi írókhoz kötődött, a II. világháború alatt antifasizmus, 1945 után a hagyományok őrzésére való törekvés jellemezte. A lap - megjelenési helyéből adódóan is - hasábjain elsősorban a dunántúli költők (Bárdosi Németh János, Csányi László, Csorba Győző, Jankovich Ferenc, Lovász Pál, Takáts Gyula, Várkonyi Nagy Béla, Weöres Sándor) és prózaírók (Kodolányi János, Mészöly Miklós, Morvay Gyula, Tatay Sándor) kerültek előtérbe.
A folyóirat tanulmányai elsősorban Pécs művelődéstörténetével foglalkoztak, de helyet kaptak benne szociográfiai igényű írások is. A budapesti irodalmi eseményeket is figyelemmel kísérték, közölték Földessy Gyula Ady-tanulmányát, Sőtér István, Babits-esszéjét, stb. Figyeltek a fiatal tehetségekre, sokan közülük leginkább a Sorsunkban mutatkoztak be (például Fodor András, Pásztor Béla, Mészöly Miklós, Rákos Sándor, Simon István).
Könyvsorozatuk a Dunatáj a Duna mentén élő népek, nemzetek földrajzi, történelmi és nyelvi kultúrájával kívánt foglalkozni, néhány füzet meg is jelent, később a Dunatáj hívó szó lett, például egy 1961-es költői antológia ezen a címen jelent meg, s utána még számos kiadvány, folyóirat- és könyvsorozatok.